# Nicanor Molinas
Nicanor Molinas é uma comuna do Departamento de General Obligado, província de Santa Fé, Argentina.